# Anacamptoneurum novum
Anacamptoneurum novum är en tvåvingeart som först beskrevs av Frey 1923.  Anacamptoneurum novum ingår i släktet Anacamptoneurum och familjen fritflugor. Inga underarter finns listade i Catalogue of Life.